# Sidi Khellil
Sidi Khellil è un comune dell'Algeria, situato nella provincia di El M'Ghair.